# Tirúa
Tirúa – miasto w Chile, w regionie Biobío, w prowincji Biobío.